# Panjange sedgwicki
Panjange sedgwicki är en spindelart som beskrevs av Christa L. Deeleman-Reinhold och Norman I. Platnick 1986. Panjange sedgwicki ingår i släktet Panjange och familjen dallerspindlar. Inga underarter finns listade i Catalogue of Life.